# Eileen Bennett Whittingstall
Eileen Bennett Whittingstall (Paddington, 16 de julho de 1907 - 18 de agosto de 1979) foi uma tenista britânica. 